# 서숙향
서숙향은 대한민국의 드라마 작가이다. 2002년 KBS 극본 공모전에서 〈나의 가장 사랑스러운 적〉으로 당선하여 데뷔했고, 당선작은 2002년 12월 KBS 2TV 《드라마시티》에서 방영되었다. 대표작으로는 《미스터 굿바이》, 《대한민국 변호사》, 《파스타》 등이 있다.

## 주요 작품
- 2002년 KBS2 드라마시티 《나의 가장 사랑스러운 적》
- 2003년 KBS2 결혼이야기 《깡패 사위, 경찰 장인》
- 2003년 KBS2 드라마시티 《오줌장군》
- 2003년 KBS2 드라마시티 《쑥과 마늘에 관한 진실》
- 2004년 MBC 베스트극장 《겨울 하느님께》
- 2004년 MBC 베스트극장 《잠시만 안녕》
- 2004년 MBC 베스트극장 《남편은 파출부》
- 2005년 MBC 베스트극장 《달수, 성매매특별법에 걸리다》
- 2005년 MBC 《환생-넥스트》〈일제 강점기〉(9 ~ 10회)
- 2006년 KBS2 《미스터 굿바이》
- 2008년 MBC 《대한민국 변호사》
- 2010년 MBC 《파스타》
- 2011년 KBS2 《로맨스타운》
- 2013년 MBC 《미스코리아》
- 2016년 SBS 《질투의 화신》
- 2018년 SBS 《기름진 멜로》
- 2024년 KBS2 《다리미 패밀리》
- 2025년 tvN 《별들에게 물어봐》

## 수상 목록
- 2024년 KBS 연기대상 작가상